# Вовчоярська
Вовчоя́рська — вантажно-пасажирська залізнична станція Лиманської дирекції Донецької залізниці. Від 2013 року Вовчоярську переведено з категорії "станція" у категорію "зупинний пункт".
Розташовано на півдні Лисичанська, Сіверськодонецький район, Луганської області (квартал Дружби народів) на лінії Сватове — Попасна між станціями Лоскутівка (11 км) та Переїзна (6 км).
Лінія не електрифікована. Через зупинний пункт ходять пасажирські і приміські дизель-поїзди. Зупиняються лише приміські.

## Історія
З будівництвом значної кількості промислових підприємств у Лисичанську, в тому числі хімічної галузі постала проблема доставки продукції до інших регіонів держави. Одним із тих, хто закликав до будівництва залізниці у Лисичанську був і Дмитро Менделєєв. Для транспортування продукції від заводів до залізничної станції була відкрита канатна дорога.
У 1879 році була прокладена залізниця Попасна — Лисичанськ, а у 1895 році — Лисичанськ — Куп'янськ-Вузловий.
Не зважаючи на військову агресію Росії на сході Україні, транспортне сполучення не припинене, щодоби п'ять пар приміських поїздів здійснюють перевезення за маршрутом Сватове — Попасна, проте станом на листопад 2018 р. зупинку не роблять.